# Sabanagrande (Kolumbia)
Sabanagrande – miasto w Kolumbii, w departamencie Atlántico.